# Vemmentorpasjön
Vemmentorpasjön är en sjö i Örkelljunga kommun i Skåne och ingår i Stensåns huvudavrinningsområde. Sjön är 8 meter djup, har en yta på 0,529 kvadratkilometer och befinner sig 96,1 meter över havet. Sjön avvattnas av vattendraget Stensån. Vid provfiske har bland annat abborre, braxen, gädda och mört fångats i sjön.

## Delavrinningsområde
Vemmentorpasjön ingår i det delavrinningsområde (624775-134725) som SMHI kallar för Utloppet av Vemmentorpasjön. Medelhöjden är 110 meter över havet och ytan är 2,04 kvadratkilometer. Räknas de 12 avrinningsområdena uppströms in blir den ackumulerade arean 29,2 kvadratkilometer. Avrinningsområdets utflöde Stensån mynnar i havet. Avrinningsområdet består mestadels av skog (53 %) och öppen mark (10 %). Avrinningsområdet har 0,53 kvadratkilometer vattenytor vilket ger det en sjöprocent på 25,9 %.

## Fisk
Vid provfiske har följande fisk fångats i sjön:
- Abborre
- Braxen
- Gädda
- Mört
- Sarv
- Sutare